# Hypoponera vernacula
Hypoponera vernacula är en myrart som först beskrevs av Kempf 1962.  Hypoponera vernacula ingår i släktet Hypoponera och familjen myror. Inga underarter finns listade i Catalogue of Life.